# Nicolas Brûlé
Nicolas Brûlé, né le 25 novembre 1758 à Véronnes-les-Petites (Côte-d'Or), mort le 29 avril 1794 à Saorge (Italie), est un général de brigade de la Révolution française.

## Biographie
Il est élu chef du 2e bataillon de volontaires de la Côte-d'Or le 1er septembre 1791 et, après avoir servi avec distinction au siège de Toulon, il est nommé général de brigade provisoire par les représentants du peuple le 6 nivôse an II (26 décembre 1793).
Il passe ensuite à l'armée d'Italie, sous les ordres du général du Merbion, où il fait partie de la division du général Masséna. Il commande la colonne de droite lorsqu'il est tué à l'assaut de la redoute du Col Ardente dans le défilé de Saorgio, le 10 floréal an II (29 avril 1794).

## Hommages
Le  17 floréal an II (6 mai 1794), la Convention décrète que le nom du général Brûlé serait inscrit sur la colonne du Panthéon. Son nom a été également donné au fort d'Asnières-lès-Dijon le 21 janvier 1887.

## Sources
- (en) « Generals Who Served in the French Army during the Period 1789 - 1814: Eberle to Exelmans »
- http://www.val-de-norge.fr/asnieres-les-dijon-culture/asnieres-les-dijon-nicolas-brule.html
- Nouveau dictionnaire historique des sièges et batailles mémorables, édition janvier 1808
- Jacques Charavay, Les généraux morts pour la patrie, 1792-1871 : notice biographiques, Au siège de la société, 1893, 160 p. (lire en ligne), p. 19.
- Paul Jeannin-Naltet, Le Général Brulé, Le Bien Public, Dijon 21 mars 1968